# Гура-Кайнарулуй
Гура-Кайнарулуй также Гура Кэинарулуй (рум. Gura Căinarului) — село в Флорештском районе Молдавии. Является административным центром коммуны Гура-Кайнарулуй, включающей также село Зарожаны.

## География
Село расположено на высоте 97 метров над уровнем моря.

## Население
По данным переписи населения 2004 года, в селе Гура Кэинарулуй проживает 1700 человек (794 мужчины, 906 женщин).
Этнический состав села:
| Национальность | Число жителей | Процентный состав |
| -------------- | ------------- | ----------------- |
| молдаване      | 1666          | 98.0              |
| украинцы       | 13            | 0.76              |
| румыны         | 12            | 0.71              |
| русские        | 9             | 0.53              |
| Всего          | 1700          | 100%              |